# Stinica
Stinica (in italiano anche Stinizza) è un insediamento della Croazia nel comune di Segna affacciato sul Canale della Morlacca, nel Mar Adriatico settentrionale.

In epoca romana, tra Stinica e l'attigua Jablanac, era localizzato il municipio di Ortoplinia.
Dal 3 luglio 2012, presso Donja Stinica, è attivo uno dei due porti (l'altro si trova nell'attigua Jablanac) dove si prende il traghetto per raggiungere l'isola di Arbe.
L'insediamento comprende anche gli agglomerati di: Bačić Draga, Balenska Draga, Čakljevac, Dolac, Donja Stinica, Dundović Potkuki, Jadrelina Draga, Josinovac, Jurkuša, Klenove Zidine, Male Brisnice, Matovići, Mršići, Panos, Pavići, Pejice, Staze, Vicići, Vlaka, Vodnići e Živi Bunari.